# Мухолов-клинодзьоб біловусий
Мухолов-клинодзьоб біловусий (Todirostrum pictum) — вид горобцеподібних птахів родини тиранових (Tyrannidae). Мешкає в Амазонії та на Гвіанському нагір'ї.

## Опис
Довжина птаха становить 9-10 см, вага 6-8 г. Голова чорна, нижня частина тіла жовта, груди поцятковані чорними смужками. Верхня частина тіла тіла зелена, крила чорні з жовтими смугами і жовтими краями. Дзьоб відносно довгий, міцний, чорний. Горло білувате, перед очима білі плями.

## Поширення і екологія
Біловусі мухолови-клнодзьоби мешкають на південному сході Венесуели (Амасонас, Болівар), в Гаяні, Французькій Гвіані, Суринамі та на півночі Бразилії (на північ від Амазонки, на схід від Ріу-Неґру). Вони живуть в кронах вологих, заболочених і сухих тропічних лісів, на узліссях і галявинах та на плантаціях. Зустрічаються на висоті до 400 м над рівнем моря. Живляться переважно комахами, доповнюють раціон плодами. Гніздо кулеподібне з бічним входом, яке підвішується на дереві.